# 温州都市报
《温州都市报》由温州日报报业集团主办，前身是温州发行地域最广的报纸《温州侨乡报》。《温州侨乡报》自1996年改版增期以来得到迅速发展，并在温州市的报纸中率先开通了网络版，还与《欧华时报》、《巴西侨报》、《欧洲之声》等多家海外华文报纸开展交流合作。2001年7月1日，《温州侨乡报》正式改名为《温州都市报》。
该报的定位是一张面向温州市民、以反映都市生活为主的综合性日报。采用4开32版，彩色印刷。目前日发行量30万份，它已成为浙南地区发行量最大、广告收入最多、阅读率最高、影响力最大的都市日报。